# Reigny
Reigny település Franciaországban, Cher megyében. Lakosainak száma 228 fő (2022. január 1.). Reigny Ardenais, Le Châtelet, Culan, Loye-sur-Arnon, Saint-Christophe-le-Chaudry és Saint-Maur községekkel határos.

## Népesség
A település népessége az elmúlt években az alábbi módon változott:
| Lakosok száma | 443  | 317  | 276  | 277  | 257  | 262  | 256  | 237  | 233  | 228  |
|               | 1968 | 1982 | 1990 | 2006 | 2013 | 2015 | 2017 | 2019 | 2020 | 2022 |